# Itapirapuã Paulista
Itapirapuã Paulista är en kommun i Brasilien.   Den ligger i delstaten São Paulo, i den södra delen av landet, 1 000 km söder om huvudstaden Brasília. Antalet invånare är 3 884.
I omgivningarna runt Itapirapuã Paulista växer i huvudsak städsegrön lövskog. Runt Itapirapuã Paulista är det glesbefolkat, med 9 invånare per kvadratkilometer.